# Dysapura xanthosticha
Dysapura xanthosticha är en fjärilsart som beskrevs av Turner 1936. Dysapura xanthosticha ingår i släktet Dysapura och familjen trågspinnare. Inga underarter finns listade i Catalogue of Life.